# Opogona fascigera
Opogona fascigera är en fjärilsart som beskrevs av Edward Meyrick 1915. Opogona fascigera ingår i släktet Opogona och familjen äkta malar. Inga underarter finns listade.